# Авителлинозы
Авителлинозы (лат. Avitellinoses) — паразитарные заболевания жвачных млекопитающих, вызываемые ленточными червями рода авителлин (Avitellina). Авителлинозам подвержены верблюды, овцы и коровы Центральной Азии и северные олени Евразии и Северной Америки. Паразит обитает в тонком кишечнике и может вызывать гибель хозяина.

## Симптомы и профилактика
Максимальная гибель скота от данного заболевания наблюдается весной и осенью. Терминальная стадия заболевания развивается очень быстро: у животного появляются судороги, нарушение координации движений и диспептические явления. Животное погибает в течение нескольких часов. Методы лечения данного заболевания не разработаны. В качестве профилактики в районах с высокой заражённостью скот пытаются превентивно дегельментизировать.

## Возбудитель
Авителлиноз вызывают черви рода авителлин на стадии стробилы достигающие в длину 3,5 метров при ширине 2,2 миллиметра. Жвачные для них являются окончательными хозяевами, в которых осуществляется половое размножение. Данные об остальных частях жизненного цикла авителлин фрагментарны. Известно, что для вида Avitellina arctica, паразита северных оленей, в роли промежуточного хозяина выступает коллембола Onychiurus taimyrica.